# CCL7
CCL7（C-C motif chemokine ligand 7）は、以前はMCP3（monocyte chemoattractant protein 3）と呼ばれていたサイトカインである。CCL7はCCケモカインファミリーに属する低分子量タンパク質であり、CCL2（MCP1）と最も密接に関連している。

## 遺伝子
ヒトゲノム中でCCL7は、染色体17q11.2-q12領域に位置するケモカイン遺伝子クラスターの中の1つとしてCCL7遺伝子にコードされている。この領域にはCCケモカインのMCPグループの遺伝子が含まれている。
CCL7遺伝子は3つのエクソンと2つのイントロンから構成される。1番目のエクソンには、5' UTR、シグナル配列（23アミノ酸）、成熟タンパク質の最初の2つのアミノ酸の情報が含まれている。2番目のエクソンは成熟タンパク質の3–42番のアミノ酸がコードされている。3番目のエクソンはタンパク質のC末端領域、そして1つ以上のAUリッチ不安定化配列、ポリアデニル化シグナルを含む3' UTRから構成される。

## タンパク質
CCLは骨肉腫細胞株培養上清から最初に同定された。CCL7は99アミノ酸から構成され、そのうち23アミノ酸はシグナルペプチドである。成熟タンパク質は約76アミノ酸であり、シグナルペプチドの切断後に分泌される。大部分のケモカインと対照的に、CCL7は一般的に単量体として存在し、高濃度溶液中では二量体が形成される。
COS細胞では、分子量11k、13k、17k、18kの4種類の糖型として存在する。
CCL7は、CCR1、CCR2、CCR3、CCR5、CCR10など多くの受容体への結合を介して免疫細胞に影響を及ぼす。これらの受容体は、Gタンパク質共役受容体である。CCL7は、全ての動物細胞表面に存在するグリコサミノグリカンとも相互作用する。

## 機能
CCL7は、間質細胞、ケラチノサイト、気道平滑筋細胞、線維芽細胞、白血球など多くの細胞種で発現しており、腫瘍細胞でも発現している。
CCL7は主に単球、好酸球、好塩基球、樹状細胞、好中球、NK細胞、活性化T細胞などいくつかの白血球に対する化学誘引物質として作用する。CCL7は白血球を感染組織へリクルートし、免疫応答を媒介する。さらに、CCL7は白血球の血管外遊出にも影響を及ぼす。骨髄から血中への単球の動員や炎症部位への単球のリクルートにおいては、CCL7による正の効果が観察される。また、CCL7は好中球の細胞内Ca2+フラックスを高めることで炎症部位への遊走を誘導するが、この作用はむしろCXCケモカインファミリーのメンバーに典型的なものである。
免疫応答の速度は細胞種に依存して異なる。上皮細胞、線維芽細胞、内皮細胞では、IL-1βやTNF-αのような炎症性サイトカインによる刺激直後に応答が引き起こされる。一方T細胞では、CCL7の発現は刺激から3–5日後にみられる。
CCL7はCCR2受容体への結合によってMMP2と相互作用することが示されている。

## 臨床的意義
CCL7は、抗細菌、抗ウイルス、抗真菌免疫応答に関与する多能性ケモカインである。一例として、単球上のCCR2受容体に対するCCL7刺激は、単球やTNF/iNOS産生樹状細胞（TipDC）のリクルートによるリステリア・モノサイトゲネスListeria monocytogenes感染の除去に関与している。ウエストナイルウイルスに感染したマウスでもCCL7の役割が観察される。CCL7を遺伝的に欠損したマウスでは、単球や好中球の減少のため感染による致死率が高まる。TLR9の下流に位置するCCL7の初期誘導は、クリプトコッカス感染に対する頑強な免疫応答の形成も促進する。また、CCL7の発現は抗腫瘍免疫応答を活性化するようである。
CCL7の調節不全と関連した疾患も観察されている。一例として、CCL7の異常な増加はHIV感染や乾癬病変など、多くの疾患を悪化させる。さらにCCL7は、潰瘍性大腸炎、多発性硬化症、アトピー型・非アトピー型喘息のようなさまざまな免疫疾患への関与も示唆されている。

## 関連文献
- “Monocyte chemotactic protein-3”. European Cytokine Network 12 (4):  554–60. (2002). PMID 11781181.
- “Structural and functional identification of two human, tumor-derived monocyte chemotactic proteins (MCP-2 and MCP-3) belonging to the chemokine family”. The Journal of Experimental Medicine 176 (1):  59–65. (July 1992). doi:10.1084/jem.176.1.59. PMC 2119277. PMID 1613466.
- “Monocyte chemotactic protein-3 (MCP3) interacts with multiple leukocyte receptors. C-C CKR1, a receptor for macrophage inflammatory protein-1 alpha/Rantes, is also a functional receptor for MCP3”. The Journal of Biological Chemistry 270 (38):  22123–8. (September 1995). doi:10.1074/jbc.270.38.22123. PMID 7545673.
- “The human MCP-3 gene (SCYA7): cloning, sequence analysis, and assignment to the C-C chemokine gene cluster on chromosome 17q11.2-q12”. Genomics 21 (2):  403–8. (May 1994). doi:10.1006/geno.1994.1283. PMID 7916328.
- “Molecular cloning of the MCP-3 chemokine gene and regulation of its expression”. European Cytokine Network 4 (2):  99–110. (1993). PMID 8318676.
- “Human monocyte chemotactic protein-3 (MCP-3): molecular cloning of the cDNA and comparison with other chemokines”. Biochemical and Biophysical Research Communications 191 (2):  535–42. (March 1993). doi:10.1006/bbrc.1993.1251. PMID 8461011.
- “Monocyte chemoattractant protein-3 is a functional ligand for CC chemokine receptors 1 and 2B”. The Journal of Biological Chemistry 270 (50):  29671–5. (December 1995). doi:10.1074/jbc.270.50.29671. PMID 8530354.
- “Chemokine and chemokine receptor mRNA expression in human platelets”. Cytokine 7 (6):  479–82. (August 1995). doi:10.1006/cyto.1995.0065. PMID 8580362.
- “Cloning, expression, and characterization of the human eosinophil eotaxin receptor”. The Journal of Experimental Medicine 183 (5):  2349–54. (May 1996). doi:10.1084/jem.183.5.2349. PMC 2192548. PMID 8642344.
- “Structural characterization of a monomeric chemokine: monocyte chemoattractant protein-3”. FEBS Letters 395 (2–3):  277–82. (October 1996). doi:10.1016/0014-5793(96)01024-1. PMID 8898111.
- “Determination of the three-dimensional structure of CC chemokine monocyte chemoattractant protein 3 by 1H two-dimensional NMR spectroscopy”. Biochemistry 36 (15):  4412–22. (April 1997). doi:10.1021/bi9627929. PMID 9109648.
- “Expression of monocyte chemotactic protein-3 in human monocytes and endothelial cells”. European Cytokine Network 8 (3):  271–4. (September 1997). PMID 9346360.
- “Cloning, expression, and chromosomal mapping of a novel human CC-chemokine receptor (CCR10) that displays high-affinity binding for MCP-1 and MCP-3”. DNA and Cell Biology 16 (10):  1249–56. (October 1997). doi:10.1089/dna.1997.16.1249. PMID 9364936.
- “Cloning and characterization of a novel promiscuous human beta-chemokine receptor D6”. The Journal of Biological Chemistry 272 (51):  32078–83. (December 1997). doi:10.1074/jbc.272.51.32078. PMID 9405404.
- “HIV-1 envelope gp120 inhibits the monocyte response to chemokines through CD4 signal-dependent chemokine receptor down-regulation”. Journal of Immunology 161 (8):  4309–17. (October 1998). doi:10.4049/jimmunol.161.8.4309. PMID 9780207.
- “HIV-1 Tat protein mimicry of chemokines”. Proceedings of the National Academy of Sciences of the United States of America 95 (22):  13153–8. (October 1998). Bibcode: 1998PNAS...9513153A. doi:10.1073/pnas.95.22.13153. PMC 23742. PMID 9789057.
- “Chemokine receptor responses on T cells are achieved through regulation of both receptor expression and signaling”. Journal of Immunology 162 (7):  3840–50. (April 1999). doi:10.4049/jimmunol.162.7.3840. PMID 10201901.
- “Enhanced production of monocyte chemotactic protein 3 in inflammatory bowel disease mucosa”. Gut 44 (5):  629–35. (May 1999). doi:10.1136/gut.44.5.629. PMC 1727483. PMID 10205198.
- “CCR5 binds multiple CC-chemokines: MCP-3 acts as a natural antagonist”. Blood 94 (6):  1899–905. (September 1999). doi:10.1182/blood.V94.6.1899. PMID 10477718.
- “Expression of functional CXCR4 chemokine receptors on human colonic epithelial cells”. The Journal of Clinical Investigation 104 (8):  1061–9. (October 1999). doi:10.1172/JCI6685. PMC 408573. PMID 10525044.